# Der Rabe, die Gazelle, die Schildkröte und die Ratte

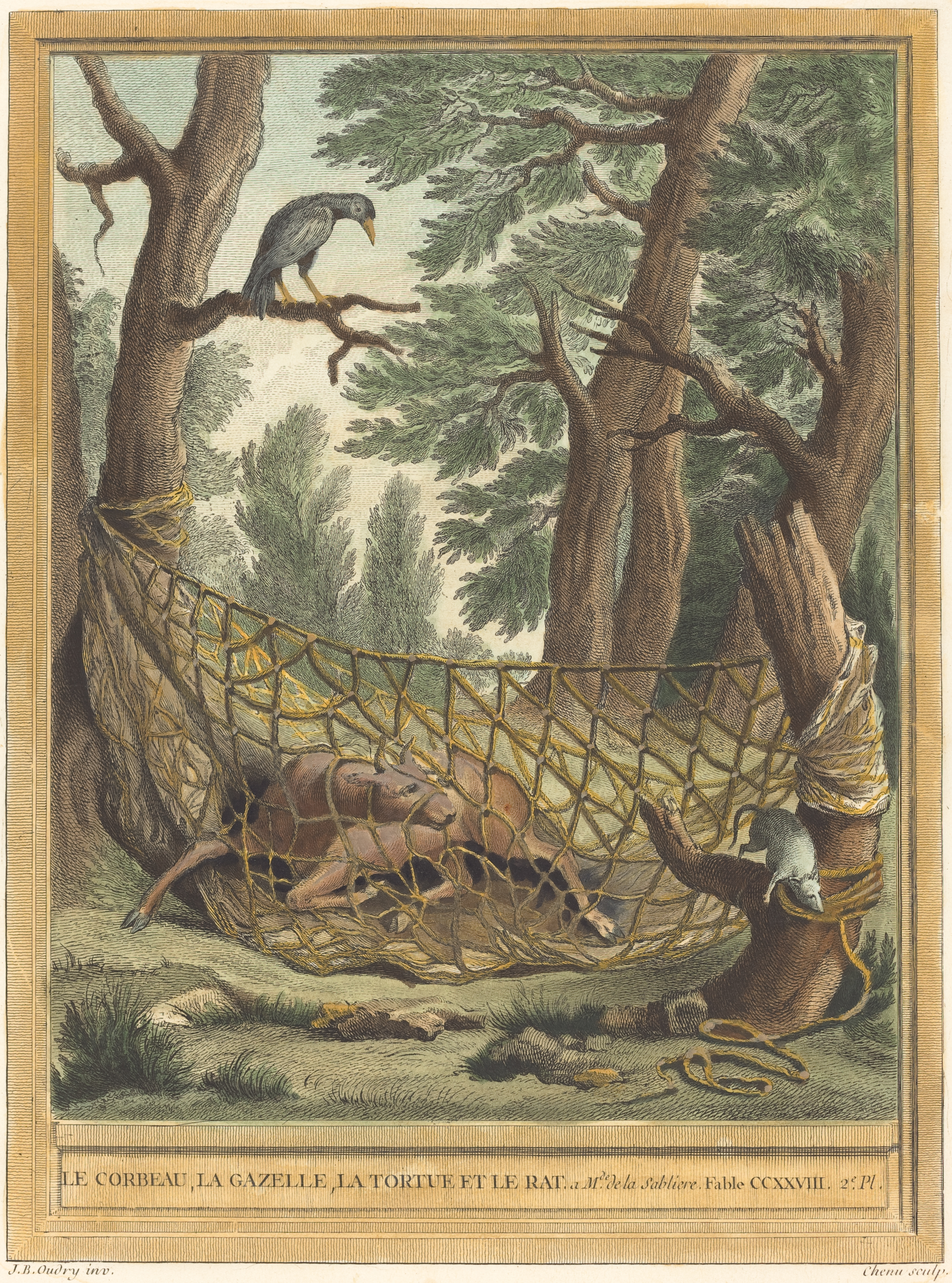
Le Corbeau, la Gazelle, la Tortue et le Rat

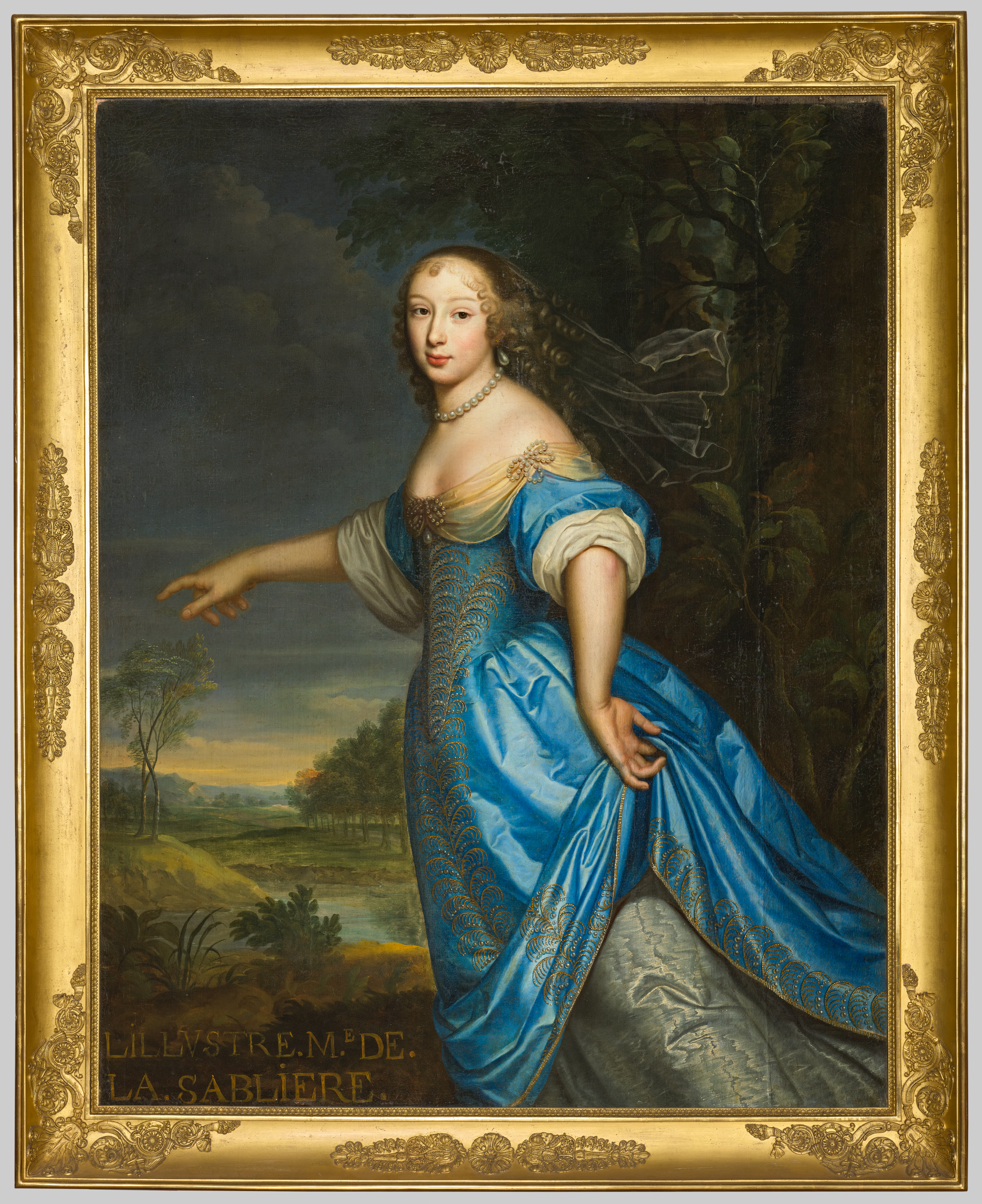
Die Fabel war Marguerite de la Sablière gewidmet

Der Rabe, die Gazelle, die Schildkröte und die Ratte (franz. Le Corbeau, la Gazelle, la Tortue et le Rat) ist die 15. Fabel im zwölften Buch der Fabelsammlung Fables Choisies, Mises En Vers von Jean de La Fontaine.
La Fontaine erhob vielfach die eigentlich didaktischen Fabeln zu reiner Lyrik, indem er persönliche Gefühle darin einband. Eine nüchterne und bewegende Evokation einer liebevollen Freundschaft ist seine Hommage an seine Mäzenin Marguerite de la Sablière in seiner Tierfabel „La Corbeau, la Gazelle, la Tortue et le Rat“. In seinen Werken nennt er de la Sablière nie direkt, sondern gibt ihr den Namen der Göttin Iris. Er spricht seine langjährige Freundin und Anhängerin als jemanden an, den man wie sich selbst lieben kann, als vorbildlichen Freund, dessen Freundschaft weder durch Liebe noch durch Ehrgeiz beeinträchtigt wird, da sie kein Interesse an der lieblosen Welt der Könige hatte. Mit diesem zärtlichen Tribut drückt er den Respekt, die Liebe und die Dankbarkeit aus, die er für seine Wohltäterin empfand, in deren Haus er hauptsächlich von 1672 oder 1673 bis zu ihrem Tod 1693 lebte.
… Dir zu Gefallen hab’ ich meinen Plan

von einer Fabel hier dir kundgetan,

die von der Freundschaft Wert solche Beweise

uns hinstellt, dass sie, wenn ich nicht geirrt,

ein wenig deinen Geist erheitern wird.

… Es ist ein Mensch, bereit, sich hinzugeben

für seinen Freund – ach, ihre Zahl ist klein.

Vier Tiere, die in treuer Freundschaft lebten,

mögen den Menschen hier ein Beispiel sein.

## Inhalt
Die eigentliche Fabel handelt von vier unterschiedlichen Tierarten, die in einer ungewöhnlichen Freundschaft verbunden waren und zusammenlebten: eine Ratte (namens Maschenfraß), eine Schildkröte (namens Buckelhaus), ein Rabe und eine Gazelle. Als einst die leichtsinnige Gazelle vom Lustwandeln nicht heimkehrt, sind die drei anderen Freunde in Sorge. Die Ratte und der Rabe suchen sie und können sie aus dem Fangnetz eines Jägers befreien. Die Schildkröte, welche eigentlich zu Hause bleiben sollte, weil sie viel zu langsam ist, macht sich entgegen der Absprache ebenfalls auf den Weg, der Freundin zu helfen. Sie kommt aber erst am Ort des Geschehens an, als die drei anderen Freunde sich bereits in Sicherheit gebracht haben und just der zurückgekehrte Jäger die leere Falle bemerkt. Der verärgerte Jäger fängt die Schildkröte ein und will sie als Ersatz für die entgangene Beute mitnehmen. Der Rabe beobachtet und meldet aus der Luft die Gefangennahme der Schildkröte. Die Gazelle kommt daraufhin aus ihrem Versteck hervor und stellt sich hinkend, womit sie den Jäger dazu bringt, seinen Sack mit der Schildkröte hinzuwerfen, weil er glaubt, die vermeintlich verletzte Gazelle nun leicht fangen zu können. Die Ratte nagt während des Ablenkungsmanövers ein Loch in den Rucksack des Jägers, sodass die Schildkröte befreit werden kann.

## Moral
La Fontaine schlussfolgert, dass jeder Helfende gleich wichtig ist, solange er handelt, lässt dann aber noch seine persönliche Empfindung gegenüber der Adressatin in die Moral einfließen:
Der Preis gebührt dem Herzen, ging’s nach mir.

Freundschaft, wohin kann sie sich nicht aufschwingen!

Das andere Gefühl, die Liebe – mindrer Ehr’

scheint sie mir wert; dennoch ermüd’ ich nimmermehr,

zu feiern sie und zu besiegen.

Ach, meinem Herzen kann sie keinen Frieden bringen!

Du ziehst die Freundschaft vor – von jetzt an stellt

in ihre Dienste sich mein Lied, wie’s auch ausfällt.

Mein Meister war Amor; mit einem andern wagen

und seinen Ruhm durch alle Welt

will ich wie auch den deinen tragen.